# Luật môi trường
Luật môi trường bao gồm các hiệp ước, quy ước, quy chế, quy định, và phổ biến pháp luật cho hoạt động để điều chỉnh sự tương tác của nhân loại và môi trường tự nhiên, đối với mục đích giảm thiểu các tác động của hoạt động của con người.

## Tổng quan
Chủ đề có thể được chia thành hai đối tượng chính: (1) Kiểm soát ô nhiễm và khắc phục hậu quả, (2) bảo tồn và quản lý tài nguyên. Luật pháp đối phó với ô nhiễm thường được truyền thông bị hạn chế - tức là chỉ liên quan đến một môi trường môi trường duy nhất, chẳng hạn như không khí, nước (cho dù bề mặt nước ngầm, nước hoặc các đại dương), đất, vv - và kiểm soát cả hai phát thải các chất ô nhiễm vào môi trường, cũng như trách nhiệm đối với quá lượng khí thải cho phép và trách nhiệm dọn dẹp.
Pháp luật về tài nguyên bảo tồn và quản lý thường tập trung vào một nguồn duy nhất - ví dụ như tài nguyên thiên nhiên như rừng, khoáng sản hoặc các loài động vật, hoặc nhiều hơn các nguồn lực vô hình như các khu vực đặc biệt là phong cảnh đẹp hoặc các trang web có giá trị khảo cổ cao - và hướng dẫn và giới hạn bảo tồn, xáo trộn và sử dụng những nguồn tài nguyên.
Những khu vực này không loại trừ lẫn nhau - ví dụ, luật quản ô nhiễm nước tại hồ và các dòng sông cũng có thể bảo tồn các giá trị giải trí của các cơ quan nước đó. Hơn nữa, nhiều đạo luật mà không phải là độc quyền "môi trường" dù sao bao gồm các thành phần quan trọng môi trường và tích hợp các quyết định chính sách môi trường. Thành phố, nhà nước và pháp luật quốc gia về phát triển, sử dụng đất và cơ sở hạ tầng là những ví dụ.